# Плутонийдисвинец
Плутонийдисвинец — бинарное неорганическое соединение
плутония и свинца
с формулой Pb2Pu,
кристаллы.

## Получение
- Сплавление стехиометрических количеств чистых веществ:

{\displaystyle {\mathsf {Pu+2Pb\ {\xrightarrow {1129^{o}C}}\ Pb_{2}Pu}}}

## Физические свойства
Плутонийдисвинец образует кристаллы
тетрагональной сингонии,
пространственная группа I 41/amd,
параметры ячейки a = 0,4621 нм, c = 3,129 нм, Z = 8,
структура типа дигаллийгафния HfGa2.
Соединение образуется перитектической реакции при температуре 1129 °С.
При температуре 1106°С в соединении происходит фазовый переход.

## Химические свойства
- Разлагается при нагревании:

{\displaystyle {\mathsf {4Pb_{2}Pu\ {\xrightarrow {>1129^{o}C}}\ Pb_{5}Pu_{4}+3Pb}}}